# Дом музыки (Москва)
Моско́вский междунаро́дный Дом му́зыки (ММДМ) — государственное бюджетное учреждение культуры города Москвы, один из крупнейших в России и мире филармонических комплексов, многофункциональный культурный центр, направленный на развитие современного исполнительского искусства.
В четырёх залах Дома музыки — Светлановском, Камерном, Театральном и Новом ежедневно проходят выступления российских и зарубежных симфонических оркестров, камерных ансамблей, солистов-инструменталистов, артистов оперы и балета, театральных, джазовых, эстрадных и фольклорных коллективов, международные форумы и фестивали, творческие вечера и презентации, праздничные шоу и конференции.
Комплекс расположен на Космодамианской набережной Москвы-реки и является главным элементом большого архитектурного ансамбля «Красные холмы».
Президент Московского международного Дома музыки — скрипач и дирижёр, Народный артист СССР, «Артист ЮНЕСКО во имя мира», полный кавалер ордена «За заслуги перед Отечеством» Владимир Спиваков.

## Строительство и открытие
До открытия Дома музыки в столице было всего два крупных музыкальных центра — Большой зал Московской консерватории, построенный сто лет назад, и Концертный зал им. П. И. Чайковского, переоборудованный в 1941 году из помещения театра Всеволода Мейерхольда. В конце 90-х годов XX столетия стало очевидно, что Большой зал консерватории требует капитального ремонта, и что городу необходим новый большой филармонический зал. Строительство Дома музыки началось 7 сентября 2000 года по инициативе мэра Москвы Юрия Лужкова и Владимира Спивакова. Было учреждено акционерное общество «Красные холмы» под руководством известного драматурга Михаила Шатрова, который привлёк зарубежных инвесторов и контролировал строительство. Открытие состоялось 26 декабря 2002 года. 
В церемонии открытия принимал участие президент РФ Владимир Путин, назвавший Дом музыки «прекрасным хрустальным кубком».

## Архитектура

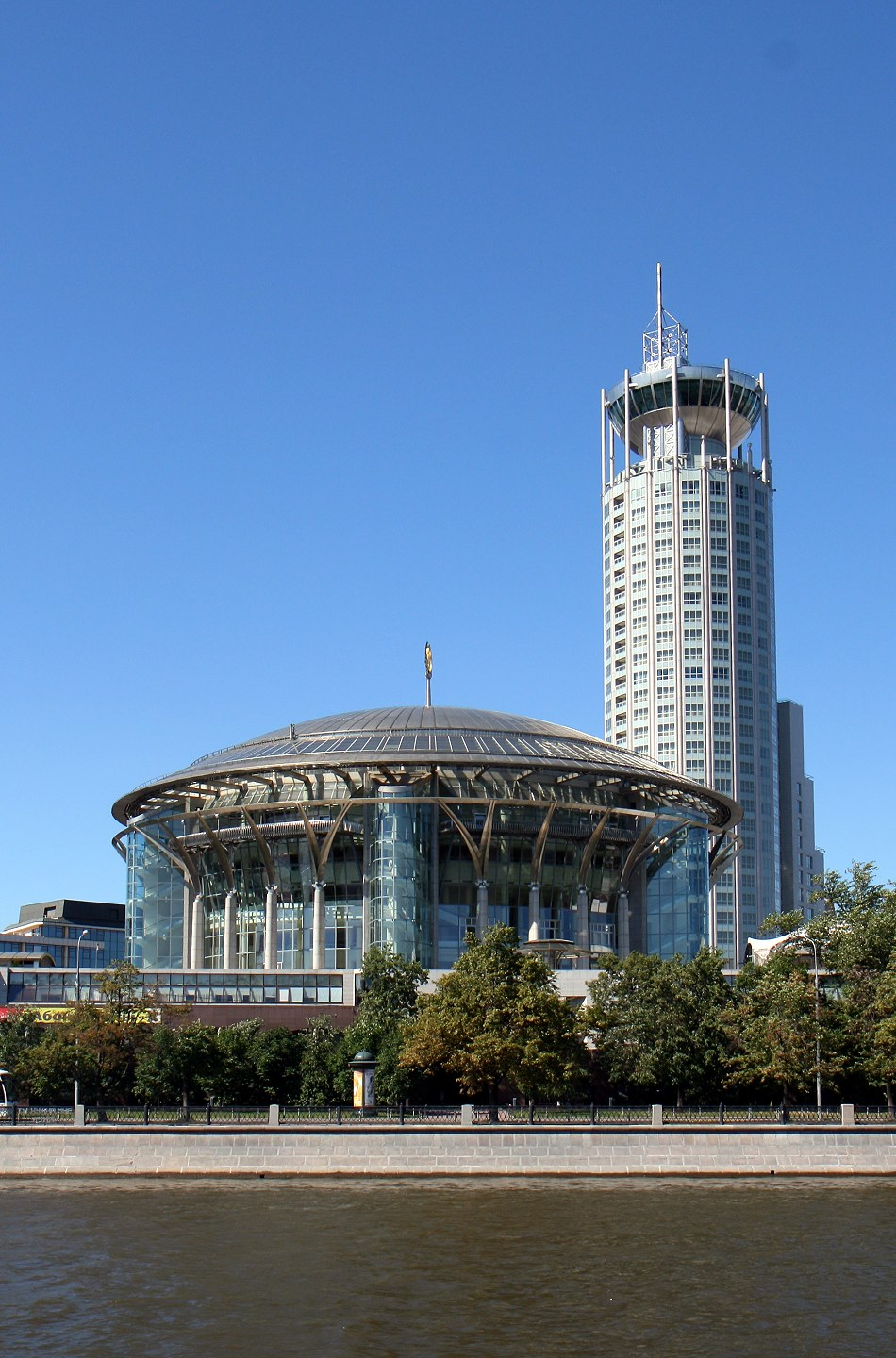
Дом Музыки, вид с востока

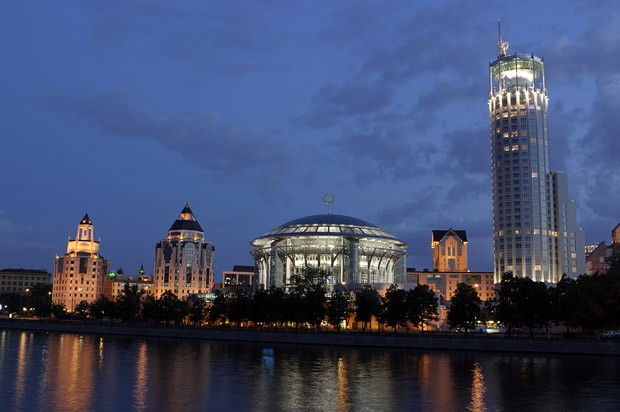
Краснохолмский комплекс

Дом музыки представляет собой десятиэтажное здание с трёхэтажным стилобатом и двухэтажным подвалом, уходящим на 6 метров под землю. Высота здания составляет более 46 метров. Общая площадь комплекса — около 42 000 квадратных метров.
Проект комплекса разработан ООО «Товарищество театральных архитекторов» (архитекторы Ю. Гнедовский, В. Красильников, Д. Солопов, М. Гаврилова, С. Гнедовский). Первоначальный план строительства предполагал размещение в здании ММДМ только двух залов на 1800 и 600 мест. Позже, по предложению авторов проекта, комплекс был дополнен третьим театрально-концертным залом, вмещающим до 524 зрителей. Кроме того, в программу строительства были также включены большая студия звукозаписи, ресторан («Аллегро»), музыкальный магазин (салон музыкальных инструментов фирмы «Blüthner») и выставочный зал.
На куполе здания расположена эмблема с изображением скрипичного ключа высотой 9,5 метров и массой более 6 тонн (автор — Зураб Церетели). Сложнейший роликовый механизм позволяет столь тяжёлой конструкции вращаться по принципу флюгера. Композиция выполнена из нержавеющей стали, её центр — ключ и листья — покрыт сусальным золотом. Флюгер был водружён на крышу здания с помощью вертолёта.
На XI Международном фестивале «Зодчество-2003» здание было удостоено высшей профессиональной награды — Хрустального Дедала. Постройка получила и высокую оценку критиков, сходящихся во мнении, что Дом музыки стал украшением Космодамианской набережной, её архитектурной доминантой. Во многих интернет-изданиях и информационных порталах, таких, как Mail.ru, Arkitekto, TimeOut, MapType и других, здание Дома музыки названо одной из самых красивых филармонических построек Москвы. Однако Краснохолмский комплекс в целом имеет и негативные отзывы. В частности, журналом «homeweek.ru» он отнесён к десяти самым некрасивым постройкам столицы, главным образом, из-за нарушающего ансамбль непомерно высокого здания Свиссотеля.
К пятилетнему юбилею Дома музыки (декабрь 2007 года) был осуществлён новый проект «Звёздная лестница» совместно со стратегическим партнёром «Евроцемент груп». Скульптурные композиции в виде раскрытых партитур расположены вдоль центральной лестницы, ведущей к Светлановскому залу. На их страницах — имена и автографы великих музыкантов и актёров, выступавших на сценах Дома музыки.
Среди них — Марсело Альварес, Ф. Ардан, А. Володось, П. Доминго, Кири Те Канава, Х. Каррерас, Джеймс Конлон, Д. Лилл, Д. Мацуев, Д. Норман, К. Пендерецкий, Х. Хан, Д. Хворостовский, Гил Шахам.

## Структура комплекса
С 2002 года в комплекс Московского международного Дома музыки входят три концертных зала — Светлановский, Камерный и Театральный, каждый из которых отстроен по индивидуальному проекту, а также ресторан «Аллегро», выставочная галерея, студия звукозаписи, аудио-видео-комплекс.
В марте 2020 года в Доме музыки был открыт Новый зал — многофункциональная площадка, ставшая не только современной репетиционной площадкой для коллективов всех форматов, но и профессиональной студией звукозаписи, а также уникальным арт-пространством для проведения концертов с трансляцией по радио и в Интернете. В это же время появилась и мемориальная комната, посвящённая Альфреду Шнитке.

### Светлановский зал

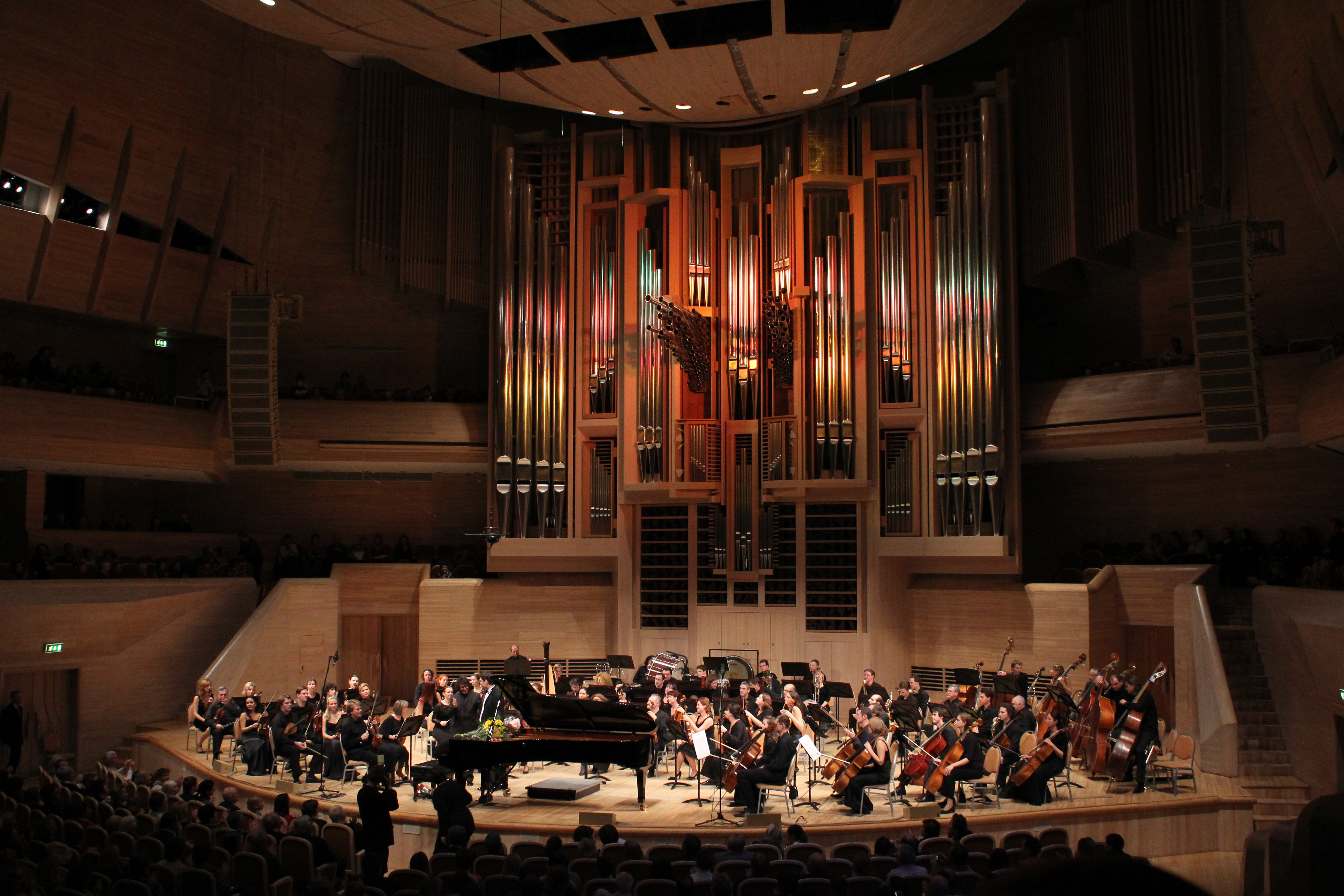
Сцена Светлановского зала с органом

Светлановский зал, рассчитанный на 1699 мест, — большой филармонический органный зал ММДМ, названный в честь выдающегося русского дирижёра Евгения Светланова. Он предназначен для проведения концертов органной, классической и популярной музыки, а также крупных фестивалей и конкурсов. Зал облицован сибирской лиственницей, считающейся лучшим в мире «акустическим» деревом. Покрытие зала спроектировано ЦНИИПСК им. Н. П. Мельникова, а акустика зала разработана сотрудниками Научно-исследовательского института строительной физики (НИИСФ) при участии немецкого акустика В. Анерта.
В фойе зала установлены бронзовый бюст Евгения Светланова работы скульптора М. Аникушина и бюст композитора Дмитрия Шостаковича работы Г. Гликмана. Бюст Светланова преподнесла в дар Дому музыки вдова дирижёра Нина Николаева-Светланова на закрытии Второго концертного сезона 13 июня 2005 года. Бюст Шостаковича открыт 14 декабря 2007 года рядом с бюстом Светланова. Скульптура была передана Владимиром Спиваковым по случаю пятилетнего юбилея Дома музыки.
На верхней галерее фойе установлены портреты выдающихся российских композиторов XX века работы Д. Жилинского.

#### Духовой орган «Glatter-Götz & Klais»
Орган Светлановского зала Дома музыки — крупнейший по количеству регистров духовой орган в Москве, первый немецкий большой концертный орган в Москве, один из крупнейших и один из первых современных органов XXI века в России. Инструмент изготовлен в Бонне (Германия) на фирме «Klais», консорциумом немецких органостроительных фирм «Glatter-Götz» (Овинген) и «Klais» (Бонн), в традиции романтических и симфонических органов. Это большое инженерно-техническое сооружение, высота которого более 14 м, ширина — 10 м, глубина — 3,6 м, а вес — около 30 тонн. Диспозицию и звуковую концепцию органа совместно разработали Филипп Клайс — руководитель фирмы «Klais», Каспар фон Глаттер-Гёц — руководитель фирмы «Glatter-Götz» и российский эксперт — Павел Кравчун. Инструмент имеет 4 мануала (каждый по 61 клавише), педальную клавиатуру (32 клавиши), 84 «традиционных» регистра и 2 звукоизобразительных (в сумме 86). Некоторые регистры этого органа — Courcellina, Alpen Horn, Viola di Alta, Vox balenae — применены в практике органостроения всего второй-третий раз. Органа таких богатых звуковых возможностей в России до сих пор не было. Даже после ввода в строй нового органа в московском концертном зале «Зарядье» орган Светлановского зала Дома музыки останется по общему числу регистров и по своим габаритам крупнейшим в Москве.
Инструмент способен издавать звуки широкого диапазона частот: от инфразвука (8 Гц) до нижней границы ультразвука, от тишайшего pianissimo до громоподобного fortissimo. Орган обладает тремя 32-футовыми лабиальными и одним 32-футовым язычковым регистрами, способными звучать на октаву ниже контрабаса. Длина самой большой трубы составляет более 12 м, самой маленькой — около 10 мм. Металлические трубы органа изготовлены из сплава олова и свинца в различных пропорциях, а деревянные — из разных пород дерева: сосны, ели, дуба, груши. Общее количество металлических и деревянных труб в органе — 5582. Интонировку органа выполняли мастера-интонировщики фирмы «Klais» Хайнц-Гюнтер Хаббиг, Маркус Линден, а также Эберхард Хильзе. Современный «трёхмерный» фасад органа разработал шотландский архитектор и дизайнер Грэм Тристрам с учётом требований органной акустики. Главный смотритель органа с момента его проектирования и установки — доцент Павел Кравчун.
Торжественная церемония инаугурации органа состоялась 21 декабря 2004 года. Впервые его представили публике органисты Клеменс Шнорр (Германия), Василий Долинский (Россия) и Томас Троттер (Великобритания). В Светлановском зале выступали выдающиеся органисты мира, среди которых Матиас Айзенберг, Ивета Апкална, Винфрид Бёниг, Жан Гийю, Лео ван Дуселлар, Гунар Иденстам, Эндрю Кеннинг, Павел Когоут, Оливье Латри, Филипп Лефевр, Бен ван Остен, Саймон Престон, Лионель Рогг, Дэвид Титтерингтон, Наджи Хаким, Уэйн Маршал, Хуан де ла Рубиа, Камерон Карпентер, джазовая органистка Барбара Деннерлайн и др.

#### Диспозиция органа
Диспозиция органа «Glatter-Götz & Klais» Светлановского зала Дома музыки в Москве.
82 звучащих и 2 трансмиссионных регистра, 4 мануала и педаль, 5582 трубы, 2004 год, Германия.
Игровая трактура органа — механическая, для регистров шамады (фр. Chamade) и наиболее низкозвучащих регистров педали, где давление воздуха создаёт большую силу сопротивления клапанов, — электрическая. Для облегчения игровой трактуры в органе предусмотрена система электрических доводчиков, которая включается на пульте органа как вспомогательное устройство, существенно облегчающее нажатие клавиш, особенно при использовании копул. Таким образом у органиста есть выбор играть ли ему полностью на механической трактуре или с электронными доводчиками. Регистровая трактура органа — электрическая.
| I. Positiv C-c4    |       |
| Rohrgedackt        | 16’   |
| Principal          | 8’    |
| Holzgedackt        | 8’    |
| Flauto amabile     | 8’    |
| Unda Maris (с0—с4) | 8’    |
| Salicional         | 8’    |
| Octave             | 4’    |
| Rohrflöte          | 4’    |
| Nasard             | 2/3’  |
| Superoctave        | 2’    |
| Waldflöte          | 2’    |
| Terz               | 13/5’ |
| Quinte             | 1/3’  |
| Mixtur 4 fach      | 1/3’  |
| Alpen Horn         | 8’    |
| Cromorne           | 8’    |
| Tremulant          |       |
| Schweller          |       |

| II. Hauptwerk C-c4    |       |
| Untersatz             | 32’   |
| Praestant             | 16’   |
| Flöte                 | 16’   |
| Praestant             | 8’    |
| Octave                | 8’    |
| Bourdon               | 8’    |
| Doppelflöte           | 8’    |
| Viola di Gamba        | 8’    |
| Quinte                | 51/3’ |
| Octave                | 4’    |
| Nachthorn             | 4’    |
| Gemshorn              | 4’    |
| Quinte                | 2/3’  |
| Superoctave           | 2’    |
| Cornet 5 fach (f0—с4) | 8’    |
| Mixtur major 4—5 fach | 2/3’  |
| Mixtur minor 3 fach   | 1’    |
| Fagott                | 16’   |
| Trompete              | 8’    |
| Clairon               | 4’    |

| III. Schwellwerk C-c4 |       |
| Bordun                | 16’   |
| Geigenprincipal       | 8’    |
| Konzertflöte          | 8’    |
| Zartgedackt           | 8’    |
| Aeoline               | 8’    |
| Voix celeste (с0—с4)  | 8’    |
| Octave                | 4’    |
| Traversflöte          | 4’    |
| Salicet               | 4’    |
| Quintflöte            | 2/3’  |
| Flageolet             | 2’    |
| Terzflöte             | 13/5’ |
| Flautino              | 1’    |
| Fourniture 4 fach     | 2/3’  |
| Basson                | 16’   |
| Trompette harm.       | 8’    |
| Oboe                  | 8’    |
| Clairon harm.         | 4’    |
| Tremulant             |       |
| Schweller             |       |

| IV. Solo C-c4                |     |
| Courcellina                  | 8’  |
| Flute harm                   | 8’  |
| Viola di Alta                | 8’  |
| Flute octaviante             | 4’  |
| Violine                      | 4’  |
| Piccolo                      | 2’  |
| Grande Cornet 5 fach (g0—с4) | 8’  |
| English Horn                 | 8’  |
| Clarinette                   | 8’  |
| Tremulant                    |     |
| Schweller                    |     |
|                              |     |
| Chamade                      |     |
| Tuba Magna                   | 16’ |
| Tuba en chamade              | 8’  |
| Clairon en chamade           | 4’  |

| Pedal C-g1     |       |
| Vox Balenae    | 64’   |
| Principalbass  | 32’   |
| Untersatz      | 32’   |
| Majorbass      | 16’   |
| Subbass        | 16’   |
| Bourdonbass    | 16’   |
| Violonbass     | 16’   |
| Octavbass      | 8’    |
| Cello          | 8’    |
| Bassflöte      | 8’    |
| Octave         | 4’    |
| Flöte          | 4’    |
| Mixtur 5 fach  | 51/3’ |
| Contrabombarde | 32’   |
| Posaune        | 16’   |
| Fagott         | 16’   |
| Trompete       | 8’    |
| Schalmey       | 4’    |

| Копулы                                                                    |
| IV/I III/I I/I Sub I/I Super                                              |
| IV/II III/II I/II                                                         |
| IV/III III/III Sub III/III Super                                          |
| I/P II/P III/P III/P Super IV/P                                           |
| Chamade auf I Chamade auf II Chamade auf III Chamade auf IV Chamade auf P |

Красным цветом в диспозиции выделены язычковые регистры, три из которых составляют шамаду — группу горизонтально расположенных, в данном случае на фасаде органа, язычковых труб. Помимо традиционных органных регистров в органе имеется два дополнительных «эффектных» регистра: Clochette — «колокольчики», цимбельштерн с 8 колоколами, и Rossignol — «соловей». Вспомогательные устройства: банк памяти регистровых комбинаций, Crescendo, Pleno, Tutti. Кроме того, на пульте органиста над пюпитром установлен монитор, над пультом — видеокамера, позволяющие органисту, играющему с оркестром или хором, видеть на экране дирижёра.
Примечания
1. ↑  Диспозиция органа представлена на официальном сайте компаний «Glatter-Götz» Архивная копия от 18 октября 2016 на Wayback Machine и «Klais» Архивная копия от 18 октября 2016 на Wayback Machine
2. ↑  Vox Balenae 64’ (от лат. — «голос кита») — акустический регистр, в реальности представляет собой комбинацию двух звучащих в квинту регистров: 32’+211/3’, которые дают ярко выраженный обертон на октаву ниже, соответствующий по звучанию регистру высотой 64’.
3. ↑  Трансмиссия со II мануала.
4. ↑  Трансмиссия с III мануала.

### Камерный зал
Камерный зал, выполненный в стиле ар нуво, рассчитан на 556 зрительских мест и расположен в цокольных этажах под Светлановским залом. Интерьер Камерного зала и фойе выдержан в красно-зелёных тонах с применением тонированной в тёмно-красный цвет древесины, зелёного мрамора и тёмно-зелёного коврового покрытия. Буфет в фойе зала украшает оригинальный стол с флорентийской мозаикой.
В Камерном зале установлен передвижной орган-позитив фирмы «Glatter-Götz» с семью регистрами и одним мануалом (его диспозицию и основы конструкции разработали органостроитель Каспар фон Глаттер-Гёц и российский эксперт Павел Кравчун). Презентация органа-позитива с участием органистки Людмилы Голуб и ансамбля старинной музыки «Musica viva» под руководством Александра Рудина состоялась 29 апреля 2003 года. В зале имеется также концертный двухмануальный клавесин фирмы «Нойперт».
Основное предназначение этого зала — проведение концертов камерной музыки и литературно-музыкальных вечеров.

### Театральный зал

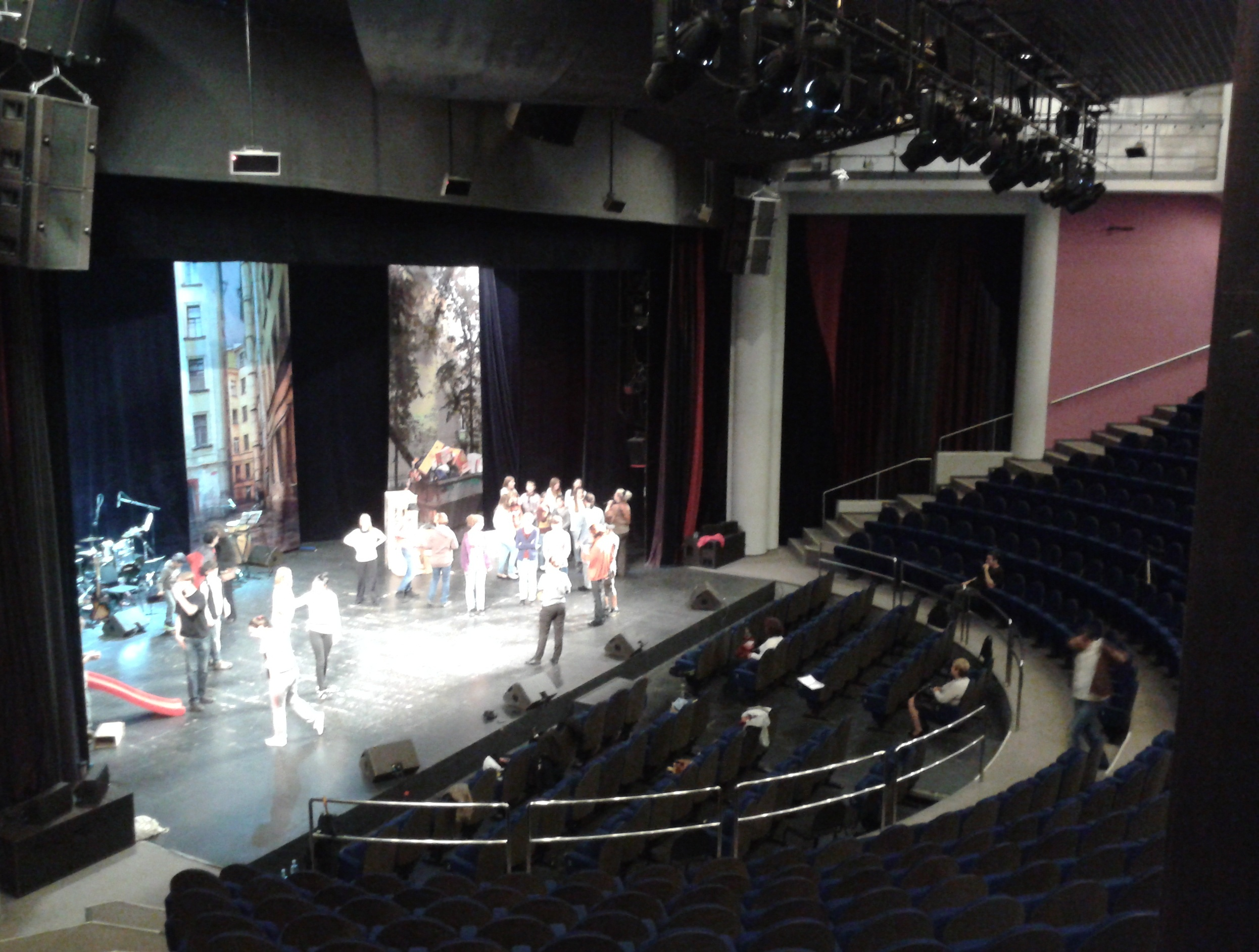
Театральный зал

Театральный зал предназначен для многоцелевого использования, поскольку в нём предусмотрена система трансформации партера и сцены, с убирающимися первыми пятью рядами кресел партера. Соответственно, количество мест в зале колеблется от 400 до 524 в зависимости от вида мероприятия. В зале проходят оперные и балетные постановки, концерты, показы мод, презентации и другие общественные мероприятия.
Цветовое решение Театрального зала и фойе выполнено в фиалковых тонах в сочетании с тёмно-коричневым и серым. Фойе украшено декоративным деревянным панно (скульптор — А. Красулин).

### Новый зал
Новый зал Московского международного Дома музыки, где всё сделано по последнему слову техники, рассчитан на 286 зрителей. Здесь есть трансформируемое сценическое пространство, моделируемая акустика, видеопроекционное и звукозаписывающее оборудование последнего поколения. Зал стал также репетиционной площадкой для различных коллективов, и основной — для камерного оркестра «Виртуозы Москвы» и Национального филармонического оркестра России. В холле и во внутреннем пространстве зала размещены работы современных художников и скульпторов из личной коллекции Владимира Спивакова, переданные им в дар Новому залу.

## Творческие коллективы и организации ММДМ
Дом музыки является резиденцией Национального филармонического оркестра России (художественный руководитель и главный дирижёр — Владимир Спиваков), Государственного камерного оркестра «Виртуозы Москвы» (художественный руководитель и главный дирижёр — Владимир Спиваков) и Симфонического оркестра Москвы «Русская филармония» (дирижёр — Сергей Тарарин). Здесь же располагается Международный благотворительный фонд Владимира Спивакова.

## Репертуар
Репертуарная политика Дома музыки имеет ярко выраженную филармоническую направленность. Помимо отдельных концертов и мероприятий, ММДМ каждый сезон формирует несколько десятков разноплановых абонементов, группирующих концерты в единые концептуальные циклы. Среди них:
- персональные абонементы, представляющие собой серию концертов или спектаклей с участием одного и того же исполнителя, актёра, коллектива, например, абонемент НФОР «Дирижёрский карт-бланш»[16], «Владимир Спиваков представляет: трибуна молодых»[17], «Литературные встречи с Павлом Любимцевым»[18];
- жанровые абонементы — мероприятия, критерием для объединения которых служит определённый жанр, например, «Танго страсти»[19], «Лучшие песни для детей»[20], «Сказочные оперы Римского-Корсакова»[21];
- профильные исполнительские абонементы — циклы концертов, объединяющие разных исполнителей с одной специализацией (игра на определённом инструменте или пение) или коллективов с одинаковым исполнительским составом, например, «Король инструментов (орган)»[22], «Многоликая гитара»[23], «Два рояля»[24];
- тематические абонементы, в которых мероприятия объединены общей тематикой или внутренним сюжетом. Чаще всего это различные образовательные абонементы, рассказывающие с музыкальными иллюстрациями о каком-либо направлении, стиле, музыкальных инструментах и жанрах, например, абонемент «Музыкальная библия для детей и взрослых»[25], посвящённый духовной музыке разных эпох, абонемент «Азбука джаза»[26] (начальные сведения о джазовой музыке для детей). В качестве других разновидностей тематических абонементов в Доме музыки представлены монографические циклы концертов, посвящённые одной творческой личности, например, «Бетховен. НФОР»[27], «Чайковский. МСО»[28], «Виртуозы Москвы. Only Mozart»[29], а также стилевые абонементы, связанные с определённым музыкальным направлением или эпохой, например, «Джаз со всеми остановками. Биг-бэнд им. О. Лундстрема»[30];
- комбинированные абонементы с несколькими критериями для объединения. Так, абонемент «Виртуозы Москвы. Only Mozart» является одновременно персональным (принадлежащим камерному оркестру «Виртуозы Москвы») и монографическим, так как посвящён творчеству композитора В. А. Моцарта); абонемент «Сказочные оперы Римского-Корсакова» является одновременно жанровым, так как посвящён жанру сказочной оперы, и монографическим, так как связан с творчеством одного композитора — Римского-Корсакова.

Особое внимание уделяется концертам и спектаклям для детей. Среди детских абонементов — всевозможные «сказочные» циклы и музыкально-развлекательные серии (например, «Волшебный сундучок», «…И оживают куклы», «В гостях у сказки», «Лучшие песни для детей»), образовательные программы («Литературные встречи с Павлом Любимцевым», «Азбука джаза», «Музыкальная библия для детей и взрослых», «В органном королевстве», «Балет — детям», «Музыкальные сюрпризы»). Особняком стоит постоянный абонемент «Дети — детям. Услышать будущего зов», организованный Международным благотворительным фондом Владимира Спивакова. Его участники — юные исполнители, танцоры, художники — делятся своими достижениями со сверстниками, позволяя им осознать собственные творческие интересы и возможности. Мероприятия абонемента «Дети — детям» являются одними из самых масштабных проектов Дома музыки: параллельно с разноплановой музыкальной программой в концертном зале в фойе проходит выставка детских рисунков и пластических работ.

### Жанры и направления
В Доме музыки — современном многопрофильном центре исполнительских искусств — представлены все известные на сегодняшний день музыкальные жанры и стили, хотя приоритет отдан академической музыке. Среди активно развивающихся в ММДМ музыкальных направлений — классико-романтическая музыка, старинная и современная академическая музыка, духовная музыка, world music и фольклор, джаз, блюз, рок, популярная эстрадная музыка. Из академических музыкальных жанров широко представлены симфоническая музыка, органные жанры, камерная инструментальная и вокальная музыка, хоровые жанры, опера и оперетта, балет. Мероприятия Театрального зала в основном сосредоточены на области драматического искусства, а также на музыкально-театральных жанрах. Помимо оперных и балетных спектаклей, здесь также ставятся мюзиклы и рок-оперы, драматические спектакли, литературно-музыкальные композиции, танцевальные шоу-программы, проводятся творческие вечера и бенефисы актёров театра и кино.
Высокая техническая оснащённость залов Дома музыки позволяет осуществлять различные мультимедийные проекты — синтетические представления, объединяющие различные виды искусства и высокие технологии. Среди последних — проект Симфонического оркестра Москвы «Русская филармония», исполнившего совместно с хором Московского театра «Новая Опера» кантату «Кармина Бурана» К. Орфа в сопровождении масштабных видеопроекций с репродукциями живописи Ренессанса; проект пианиста Алексея Ботвинова «Визуальная реальность», объединивший классику со светомузыкой и виджеингом (импровизации с видеоинсталляциями); проект Юрия Башмета и оркестра «Новая Россия» «Русский авангард в 3D» — перформанс, синтезировавший в едином сценическом действе симфоническую музыку С. Прокофьева и Д. Шостаковича с шедеврами К. Малевича и В. Кандинского в формате 3D.